# Noahidismus

Der Regenbogen ist ein modernes Symbol von Noahidismus

Noahidismus oder Noachidismus ist eine monotheistische Glaubenslehre, die auf den noachidischen Geboten und deren rabbinischer Interpretation basiert. 
Gemäß jüdischem Recht müssen Nichtjuden (Goi) nicht konvertieren, um einen Platz in der kommenden Welt (Olam Haba) zu erhalten, sollen sich aber an die noachidischen Gebote halten. Personen, die sich den Geboten unterordnen, werden Kinder Noahs (B'nei Noach, Hebräisch בני נח) Noahiden oder Noahiten genannt. Weltweit entstanden in den letzten Dekaden einige Organisation für Noahiden.
Historisch betrachtet wurde der Begriff B'nei Noach für alle Nichtjuden als Nachkommen Noahs verwendet. Heute wird der Begriff eher im Zusammenhang mit Personen gebraucht, die die noahidischen Gebote befolgen.

## Die noahidischen Gebote und Gottes Bund
Gemäß dem Buch Genesis rettete Gott Noahs Familie vor der Sintflut in der Arche Noah. Als einzige Überlebende sind dadurch Noahs Söhne Shem, Ham und Jafet zusammen mit ihren Frauen die Stammeseltern der Menschheit. Als die Katastrophe vorüber war, schloss Gott einen Bund mit ihnen und allen Tieren, dass er die Erde nie wieder zerstören würde, fasst aber auch die noahidischen Gebote in eine rechtliche Form. Daraufhin spricht man von den noahidischen Geboten, obwohl einige davon bereits Adam bekannt waren.

## Maimonides
Maimonides sammelte alle talmudischen und halachischen Entscheide seiner Zeit (1135) und legte sie in seinem vierzehnbändigen Werk Mischne Tora aus. Eine weitere Sammlung mit Erklärung und Auslegung der noahidischen Gebote lässt sich in Sefer Schoftim, im letzten Teil Hilchot Melachim U'Milchamot, („Die Gesetze der Könige und der Kriege“) finden. Einige Details dieser Gesetze lässt sich auch in midraschischer Literatur wiederfinden.

## Moderner Noahidismus
Einige jüdische Gruppen waren besonders aktiv, die noahidischen Gesetze zu vertreten. Darunter fallen Angehörige der Chabad-Bewegung (Hebräisch: חב"ד), eine chassidische Gruppierung des orthodoxen Judentums, deren Rabbi Menachem Mendel Schneerson eine globale noahidische Kampagne startete.
Eine weitere Noahidisch assoziierte Gruppe ist die Dor Daim Bewegung (Hebräisch דרדעים).
Ein Konzil der B'nei Noah wurde 2006 gegründet, um die B'nei Noah Gemeinden der Welt zu repräsentieren und wurde von einer selbsternannten Gruppe der neuen Sanhedrin „anerkannt“.

## Anerkennung
In den 1980er Jahren führte Rabbi Meir Kahane eine der ersten Noahidischen Konferenzen durch. 1990 war Kahane ein Referent an der First International Conference of the Descendants of Noah in Fort Worth, Texas.
Die Chabad-Bewegung war bisher eine der aktivsten Gruppen in der Öffentlichkeitsarbeit des Noahidismus. Das folgt vor allem aus der Überzeugung, dass Anerkennung, Einhaltung und Akzeptanz der Gebote gesellschaftlichen und spirituellen Wert auch für Nichtjuden mit sich bringt. Im Jahr 1991 wurden die Gebote in einer Proklamation vom damaligen U.S. Präsident George H. W. Bush erwähnt.
Im April 2006 traf der geistliche Führer (Qādī) der Drusen, Scheich Muwaffak Tarif, einen Repräsentanten der Chabad Bewegung, um eine Deklaration zu unterschreiben, die alle Nichtjuden in Israel dazu aufruft, die Noahidischen Gebote einzuhalten. Der damalige Bürgermeister von Schefar’am, einer kleinen arabischen Stadt östlich von Haifa, in der Muslime, Christen und Drusen nebeneinander koexistieren, unterschrieb das Dokument ebenfalls.
Im selben Jahr im April unterzeichnete der Bürgermeister von Abu Gosch, Salim Jaber, die Gebote als Teil einer Massenkundgebung im Bloomfield Stadium in Tel Aviv. Im Mai traf sich der damals neu gewählte Präsident von Frankreich Nicolas Sarkozy mit dem Chabad Rabbi Dovid Zaoui, der Sarkozy Literatur zu den Lehren des Noahidismus überreichte.
Im Jahr 2016 lehrte der Rabbi Yitzhak Yosef, dass Nichtjuden, die in Israel wohnen würden, Noahiden sein müssten: „According to Jewish law, it’s forbidden for a non-Jew to live in the Land of Israel – unless he has accepted the seven Noahide laws“. Die Anti-Defamation League verurteilte Yosefs Statements stark und forderte ihn auf, sie zurückzuziehen.